# Netzschkau
Netzschkau é um município da Alemanha, situado no distrito de Vogtlandkreis, no estado da Saxônia. Tem 12,51 km² de área, e sua população em 2019 foi estimada em 3.854 habitantes.